# 东旺沙
东旺沙是位于中國上海崇明岛东端的一個灘地，面積104平方公里，是崇明東灘的一部分。东旺沙當地後來改造為前哨农场。中華人民共和國成立前，已有人在當地垦殖。1964年11月至1977年1月期間，上海市农垦局经过7次筑堤，將東旺沙圍墾，共围得土地面积28209亩。八五期间，上海市人民政府又在东旺沙實施围垦工程。